# Dino Zoff
Dino Zoff [ˈdiːno dzɔf] (Mariano del Friuli, 28 de febrero de 1942) es un exfutbolista italiano, campeón de la Copa Mundial de Fútbol de 1982. Es el ganador más longevo de la Copa del Mundo, que ganó como capitán de la selección italiana en el torneo de 1982 en España, a la edad de 40 años, 4 meses y 13 días. También ganó el premio al mejor portero del torneo y fue elegido para el equipo del torneo por sus actuaciones, manteniendo dos vallas invictas, un honor que también recibió después de ganar el Campeonato de Europa de 1968 en casa. Zoff es el único jugador italiano que ha ganado tanto la Copa del Mundo como el Campeonato de Europa. También logró un gran éxito de club con la Juventus, ganando seis títulos de la Serie A, dos títulos de Coppa Italia y una Copa de la UEFA, y también alcanzó dos finales de la Copa de Campeones de Europa en las temporadas 1972-73 y 1982-83, así como terminando segundo en la final de la Copa Intercontinental de 1973.
Zoff era un portero de gran habilidad y tiene un lugar en la historia del deporte entre los mejores en este rol, siendo nombrado el tercer mejor portero del siglo XX por la IFFHS detrás del soviético Lev Yashin conocido como La Araña Negra y el inglés Gordon Banks. Tiene el récord de tiempo de juego más largo sin encajar goles en torneos internacionales (1.142 minutos) establecido entre 1972 y 1974, récord que fue roto en el Mundial de Alemania 1974 cuando se enfrentó a la Selección Nacional de Haití y al inicio del segundo tiempo, el delantero haitiano Emmanuel Sanon apodado Mano en una descolgada quebró a la defensa italiana y fusiló a Zoff. Con 112 partidos internacionales, es el sexto jugador con más partidos con la selección de Italia. En 2004, Pelé nombró a Zoff como uno de los 100 mejores futbolistas vivos.. En el mismo año, Zoff quedó quinto en la encuesta del Jubileo de Oro de la UEFA y fue elegido como el jugador de oro de Italia de los últimos 50 años. También ocupó el segundo lugar en el Balón de Oro de 1973, ya que se perdió por poco un triplete con la Juventus. En 1999, Zoff ocupó el puesto 47 en los 100 mejores jugadores del siglo XX de la revista World Soccer.
Después de retirarse como futbolista, Zoff empezó su carrera como director técnico, dirigiendo la selección italiana, con la que llegó a la final de la Euro 2000, perdiendo ante el equipo de Francia, y varios equipos de clubes italianos, entre ellos su antiguo club Juventus, con el que ganó una Copa de la UEFA y un doblete de la Coppa Italia durante la temporada 1989-90, trofeos que también había ganado como jugador. En septiembre de 2014, Zoff publicó su autobiografía italiana Dura solo un attimo, la gloria ("La gloria solo dura un momento").

## Biografía

### Comienzos
Nacido el 28 de febrero de 1942 en Friuli, una región agrícola del noreste italiano. Inició su carrera en el Marianese (un equipo de su pueblo) en 1959; dos años después, en 1961, fichó por el Udinese Calcio, y dos años más tarde fue transferido al Mantova, donde se forjó como arquero durante 4 años. En 1967, pasó a jugar para el SSC Napoli durante cinco temporadas, demostrando su don de mando, aunque sin lograr títulos.

### Etapa en la Juventus
En 1968, fue integrante del plantel italiano que obtuvo la Eurocopa, pero fue en sus 11 temporadas en la Juventus FC (llegó al club en 1972 con 30 años de edad) donde obtuvo su consagración definitiva (en su primer año en el Gigante Piamontés mantuvo invicto su arco durante 903 minutos consecutivos entre el 3 de diciembre de 1972 y el 18 de febrero de 1973) y 332 partidos consecutivos como titular en más de 11 años de carrera, conquistando 6 torneos de Liga, 2 Copas de Italia y una Copa de la UEFA (con una plantilla compuesta solo por jugadores italianos, hecho inédito en la historia de ese país) en la que sería la primera fase (1972-1980) de la 2.ª Edad de Oro de uno de los mejores equipos que se recuerden, alineando junto a Claudio Gentile, Antonio Cabrini, Gaetano Scirea, Marco Tardelli, Franco Causio, Giuseppe Furino, Paolo Rossi y Roberto Bettega (quienes fueron los futuros miembros de la columna vertebral de la selección que venció finalmente en España).

### Retirada
Tras su retiro como jugador en la Juventus, el 2 de junio de 1983, comenzó su carrera como preparador de arqueros en el mismo club, y pasó posteriormente a la dirección técnica en 1988, durante la cual conquistó la Copa de Italia y la Copa de la UEFA en 1990.
Dino Zoff está considerado como el mejor portero, y mito viviente, del fútbol italiano, inclusive por encima de leyendas como Giampiero Combi o Giovanni Viola, y además también se recuerda entre los más grandes arqueros de la historia del fútbol.
Fue nombrado por su Federación Nacional «Jugador de oro» ante la UEFA en el año 2005.

### Como entrenador
Tras su retirada como portero, Zoff inició una carrera como entrenador: desempeñó esa actividad en el club donde triunfó, la Juventus, de 1988 a 1990 y, en este último año, conquistó una Copa de Italia y una Copa de la UEFA.
Tras su etapa juventina, se hizo cargo del Lazio, entre 1990 y 1994. Este último año fue elegido presidente del club romano, aunque no logró ganar ningún título como laziale.
En 1998, se hizo cargo de la selección de fútbol de Italia, tras el Mundial 1998. Llevó a Italia al subcampeonato en la Eurocopa 2000, pero fue derrotada por Francia en la final. Días después de dicha final, recibió críticas muy duras de Silvio Berlusconi, político y presidente del AC Milan.
Zoff retornó a la Lazio para la temporada 2001-02, pero los malos resultados le llevaron a ser despedido prontamente. En 2005, se hizo cargo de la Fiorentina, tras lograr salvar al conjunto viola del descenso, Zoff abandonó el banquillo florentino.

## Participaciones internacionales

### Participación en Copas del Mundo
| Mundial                        | Sede      | Resultado    |
| ------------------------------ | --------- | ------------ |
| Copa Mundial de Fútbol de 1970 | México    | Subcampeón   |
| Copa Mundial de Fútbol de 1974 | Alemania  | Primera fase |
| Copa Mundial de Fútbol de 1978 | Argentina | Cuarto lugar |
| Copa Mundial de Fútbol de 1982 | España    | Campeón      |

### Participaciones en Eurocopas
| Mundial       | Sede   | Resultado    |
| ------------- | ------ | ------------ |
| Eurocopa 1968 | Italia | Campeón      |
| Eurocopa 1980 | Italia | Cuarto lugar |

## Estadísticas
- Durante su carrera profesional (que duró 22 años entre 1961 y 1983), disputó 570 partidos en la Serie A italiana (con el Udinese Calcio, Mantova Calcio, SSC Napoli y Juventus FC).
- Fue 112 veces internacional por Italia (59 como capitán), y disputó cuatro Copas del Mundo de la FIFA (1970, como suplente de Enrico Albertosi; 1974; 1978 y 1982) solo superado por Paolo Maldini en cantidad de presencias.

## Trayectoria

### Como jugador
| Club        | País   | Año       |
| ----------- | ------ | --------- |
| Udinese     | Italia | 1961-1963 |
| Mantova FC  | Italia | 1963-1967 |
| SSC Napoli  | Italia | 1967-1972 |
| Juventus FC | Italia | 1972-1983 |

### Como entrenador
| Club        | País   | Año       |
| ----------- | ------ | --------- |
| Juventus FC | Italia | 1988-1990 |
| SS Lazio    | Italia | 1990-1994 |
| SS Lazio    | Italia | 1996-1997 |
| Italia      | Italia | 1998-2000 |
| SS Lazio    | Italia | 2001      |
| Fiorentina  | Italia | 2005      |

## Palmarés

### Como jugador

#### Torneos nacionales
| Título      | Club           | País   | Año     |
| ----------- | -------------- | ------ | ------- |
| Serie A     | Juventus F. C. | Italia | 1972-73 |
| Serie A     | Juventus F. C. | Italia | 1974-75 |
| Serie A     | Juventus F. C. | Italia | 1976-77 |
| Serie A     | Juventus F. C. | Italia | 1977-78 |
| Copa Italia | Juventus F. C. | Italia | 1978-79 |
| Serie A     | Juventus F. C. | Italia | 1980-81 |
| Serie A     | Juventus F. C. | Italia | 1981-82 |
| Copa Italia | Juventus F. C. | Italia | 1982-83 |

### Campeonatos internacionales
| Título                 | Equipo              | Sede   | Año  |
| ---------------------- | ------------------- | ------ | ---- |
| Eurocopa               | Selección de Italia | Italia | 1968 |
| Copa Mundial de Fútbol | Selección de Italia | España | 1982 |
| Copa de la UEFA        | Juventus F. C.      | Bilbao | 1977 |

### Como entrenador

#### Torneos nacionales
| Título      | Club           | País   | Año     |
| ----------- | -------------- | ------ | ------- |
| Copa Italia | Juventus F. C. | Italia | 1989-90 |

#### Torneos internacionales
| Título          | Club           | Sede     | Año     |
| --------------- | -------------- | -------- | ------- |
| Copa de la UEFA | Juventus F. C. | Avellino | 1989-90 |